# Sadr al-Din al-Qunawi
Sadr al-Dîn al-Qûnawî (arabe : صدر الدین القونوی), 1274-1207, nom complet: Sadr al-Dîn Muhammad Ibn Ishâq [= Is-hâq] Ibn Muhammad Ibn Yûnus al-Qûnawî (arabe : صدر الدین محمد ابن اسحاق ابن محمد ابن يونس القونوی), est un soufi, un théologien et un spécialiste du hadith d'origine perse. Il fut un des principaux disciples d'Ibn Arabi, et ses travaux ont joué un rôle central dans la compréhension de l'œuvre de son maître.

## Biographie
On connait peu de choses sur sa vie. Il naquit probablement en 1207 à Malatiya, alors capitale des seldjoukides d'Asie mineure, en Turquie. Son père, Majd al-Dîn Rûmi (m. ?), était un haut fonctionnaire de l'État seldjoukide d'Anatolie, et un ami d'Ibn Arabi. C'est pourquoi après sa mort, Ibn Arabi épousa sa mère et  éleva le jeune Sadr al-Dîn resté orphelin de père,. Qûnawî a relevé que sa relation avec Ibn Arabi était progressivement devenue une grande amitié, et qu'il se sentait son héritier spirituel. 
En 1241, peu après la mort d'Ibn Arabi (1240), il arrive à Konya (où il sera connu sous le nom de Sadreddin Konevî). Il s'y installe et y demeure jusqu'à sa mort, sans doute en 1274, quelques mois après avoir assisté aux funérailles de son ami Jalâl al-Dîn Rûmi. C'est dans cette ville que se trouve son tombeau, à ciel ouvert, devant une mosquée. 

### Formation
Il a étudié le Coran, le hadith, la théologie islamique, la poésie et le soufisme. Il enseignait d'ailleurs le hadith à  Konya, et des étudiants venaient de loin pour assister à ses cours très érudits. 

## Œuvre
Qûnawi a laissé six livres et un bon nombre de traités. Il a été aussi été le maître de quatre des plus influents penseurs de l'école d'Ibn Arabi, et à sa mort, il était reconnu comme un transmetteur essentiel des enseignements du maître. 
Son principal apport est sans doute d'avoir donné aux enseignements d'Ibn Arabi une cohérence structurée, et ce travail a fortement déterminé la compréhension que les lecteurs d'Ibn Arabi ont eue de son œuvre. Pour relativement brefs qu'ils soient, ses livres offrent une vue beaucoup plus systématiques de la pensée d'Ibn Arabi telle que celui-ci l'a déployée dans ses ouvrages. Par ailleurs, Qûnawi se concentre sur un certain nombre de questions qui sont devenues centrales dans les discussions ultérieures, comme la notion de l'unicité de l'être (« whadat al-wujûd »).

## Sadr al-Dîn al-Qûnawî dans la culture populaire
La série télévisée turque Diriliş: Ertuğrul, qui relate de manière romancière la vie d'Ertuğrul de 2014 à 2019, met en scène Qûnawi. Il est interprété par Korel Cezayirli.

## Ouvrages
- Tafsîr Sûrat al-Fâtihah (Exégèse de la première sourate du Coran). Son véritable titre est I'jâz al-bayân fî tafsîr umm al-Qur'ân.
- Sharh al-Ahâdîth al-Arba'în (Commentaire des Quarante hadith d'Al-Nawawi. Al Qûnawî mourut avant de pouvoir finir ce livre).
- Miftah al-Ghayb (Traité de théologie et de mystique. L'un des ouvrages majeurs de l'Imam Qûnawî).
- Al-Nusûs (vingt textes brefs traitant de la sagesse et de la perfection spirituelle - V. Bibliographie).
- Fakk al-Khutum ou al-Fukûk (Commentaire des Fusûs al-Hikam (« les gemmes de la sagesse ») d'Ibn 'Arabî).
- Al-Mufâwadât (Correspondance avec le philosophe avicennien Nasîr ad-Dîn at-Tûsî).
- Différentes écrits mineurs en persan

#### Traductions
- (en) William Chittick, « The Texts Al-Nusûs. Sadr al-dîn Qûnawi », dans Seyyed Hossein Nasr, Mehdi Aminrazavi (Eds.), An Anthology of Philosophy in Persia, vol. 4, Oxford, Oxford University Press, 2012 (lire en ligne)

#### Études
- Claude Addas, Ibn Arabi ou la quête du Soufre Rouge, Paris, Gallimard, coll. « Bibliothèque des Sciences humaines », 1989, 404 p. (ISBN 978-2-070-71504-6)
- (en) William Chittick, « The Central Point:  Qūnawī’s Role in the School of Ibn ʿArabī », Journal of the Muhyiddin Ibn ʿArabi Society, vol. 35,‎ 2004, p. 25-45 (lire en ligne)
- (en) William Chittick, « Mysticism versus Philosophy in earlier islamic History: The Al-Tusi, Al-Qunawi Correspondence », Religious Studies, vol. 17,‎ 1981, p. 87-104 (lire en ligne)
- (en) William Chittik, « Sadr al-Din Muhammad b. Ishak b. Muhammad b. Yunus al-Kunawi » , sur referenceworks.brillonline.com, Encyclopedia of Islam 2, 2012 (consulté le 11 mars 2023)
- (en) Jane Clark, Towards a Biography ' Arabi Soc, « Towards a Biography of Sadr al-dīn al-Qūnawī », Journal of the Muhyiddin Ibn 'Arabi Society, no 49,‎ 2011, p. 1-34 (lire en ligne)
- (en) Jane Clark, « Sadr al-Din Qunawi: His Importance to Us and His Relationship to Rumi », sur beshara.org (consulté le 11 mars 2023)